# Alvar Appeltoffts Minnespris

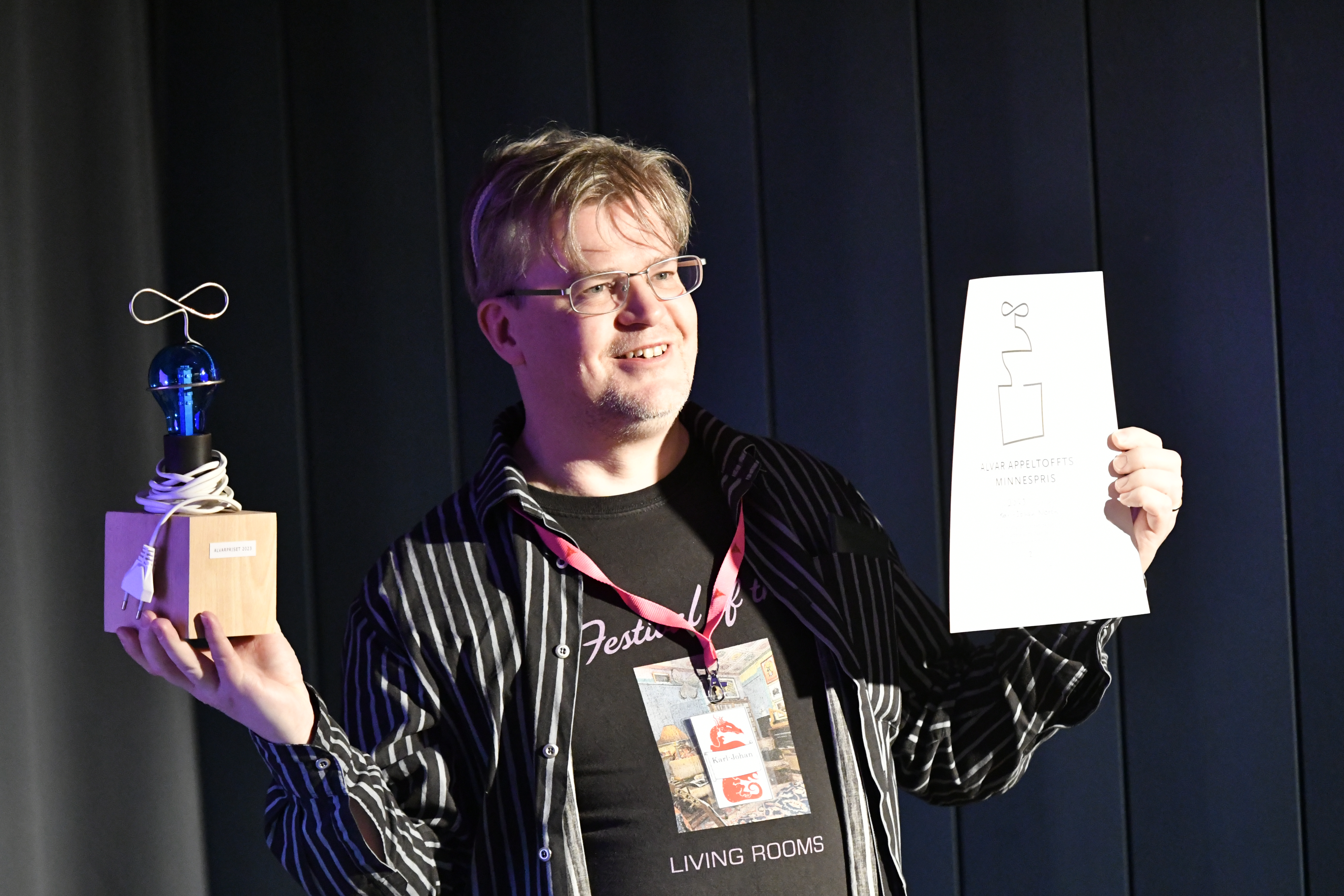
Karl-Johan Norén, pristagare 2024, med Alvarstatyetten.

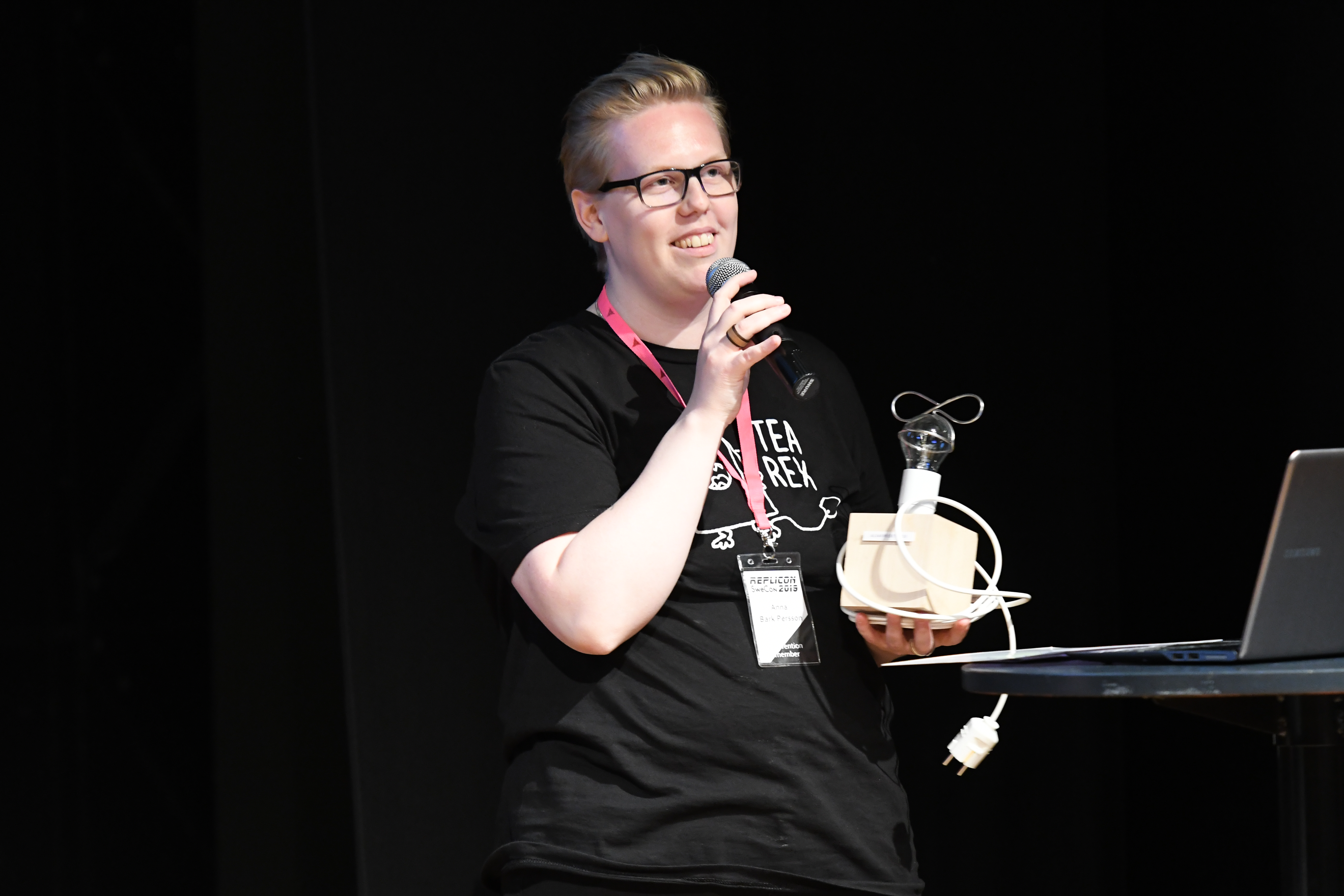
Anna Bark Persson, pristagare 2019, med Alvarstatyetten.

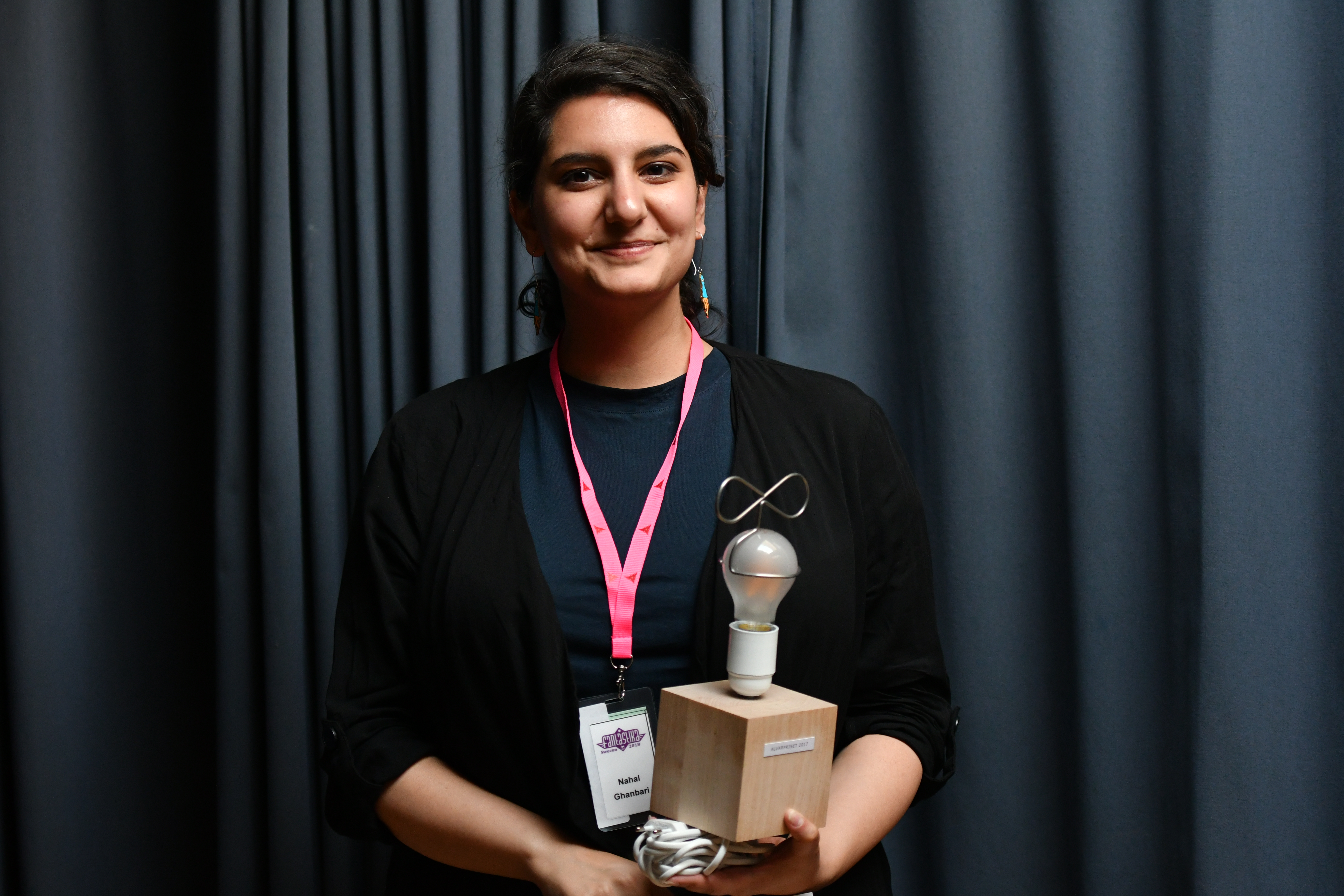
Nahal Ghanbari, pristagare 2018, med Alvarstatyetten.

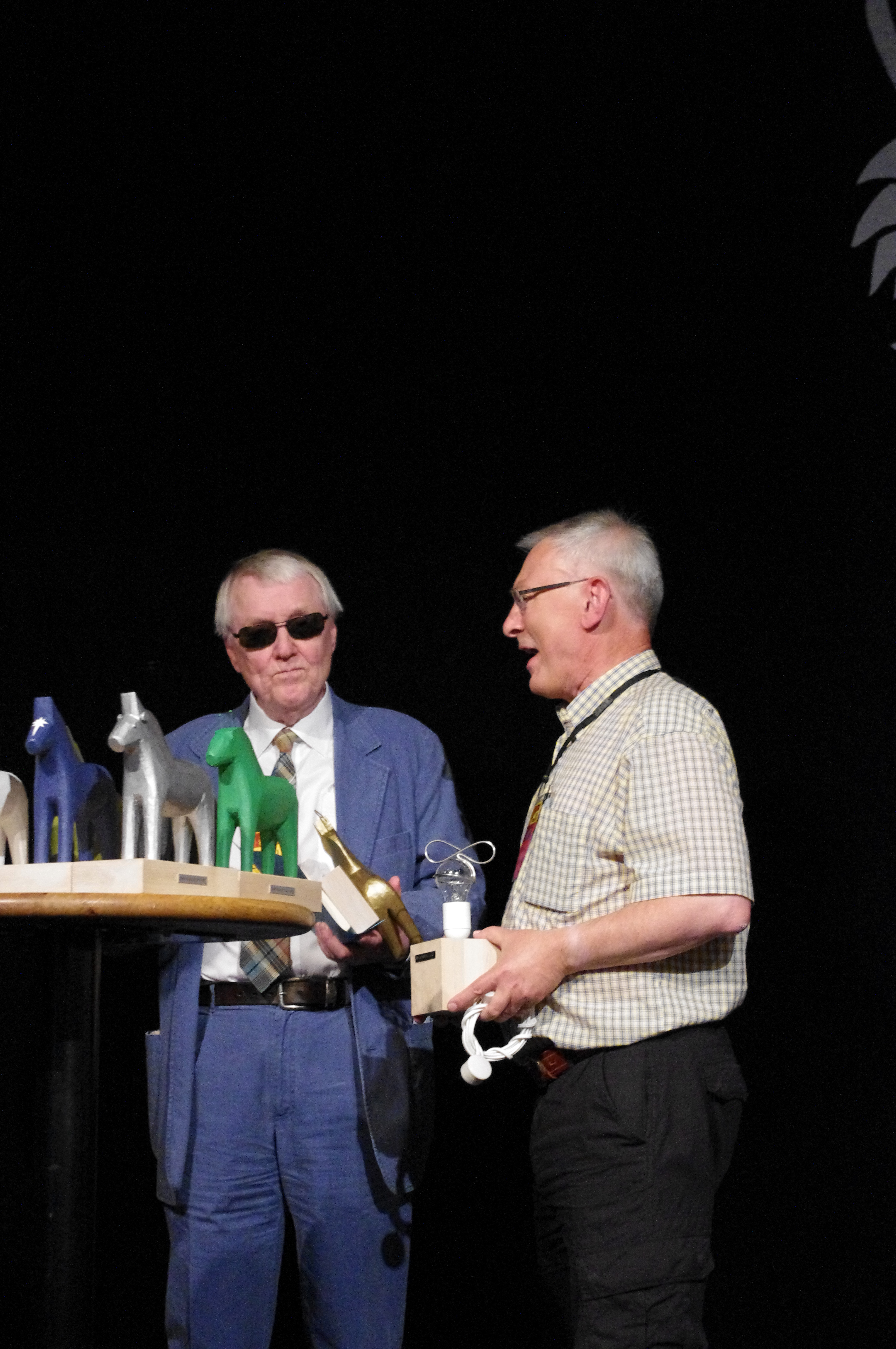
Tomas Cronholm (höger) tar emot Alvarpriset på Eurocon 2011. Till vänster Sam J. Lundwall.

Alvar Appeltoffts Minnespris (Alvarpriset), pris utdelat för omfattande och betydelsefullt ideellt arbete av bestående värde inom svensk science fiction-fandom.
Priset, som består av ett konstverk och en penningsumma, delas ut under efterföljande år. 2022 års pris delades alltså ut år 2023.
Priset är döpt efter Alvar Appeltofft, en tidig fan av science fiction i Sverige. Prisets ursprungliga kapital kom ur arvet efter Appeltoffts föräldrar.

## Pristagare[5]
- 1977 – Alvar Appeltofft (postumt)
- 1978 – Ahrvid Engholm
- 1979 – Anders Bellis och Rune Forsgren
- 1980 – Erik Andersson
- 1981 – David Nessle
- 1982 – Mika Tenhovaara
- 1983 – Kaj Harju
- 1984 – Maths Claesson
- 1985 – Lars-Arne Karlsson
- 1986 – Michael Svensson
- 1987 – Jan Risheden
- 1988 – Malte Andreasson och Martin Andreasson
- 1989 – Lennart Uhlin
- 1990 – Ylva Spångberg
- 1991 – Marcel Quarfood
- 1992 – Andreas Björklind och Carina Björklind
- 1993 – Holger Eliasson och Chris Loneberg
- 1994 – Magnus Eriksson
- 1995 – Lars Olsson
- 1996 – Tommy Persson
- 1997 – Hans Persson
- 1998 – Johan Anglemark
- 1999 – Lars-Olov Strandberg
- 2000 – Anna Davour
- 2001 – Wolf von Witting
- 2002 – Sten Thaning
- 2003 – Carolina Gómez Lagerlöf
- 2004 – Nicolas Križan[6]
- 2005 – Britt-Louise Viklund
- 2006 – Johan Jönsson
- 2007 – Anders Reuterswärd
- 2008 – Patrik Centerwall
- 2009 – Helena Kiel
- 2010 – Tomas Cronholm
- 2011 – Jonas Wissting
- 2012 – Mårten Svantesson
- 2013 – Louise Bengtsson Rylander
- 2014 – Maria Nygård
- 2015 – Sofia Karlsson
- 2016 – Håkan Wester
- 2017 – Nahal Ghanbari
- 2018 – Anna Bark Persson
- 2019 – Calle Werner och Marika Lövström
- 2020 – Jörgen Jörälv
- 2021 – Oskar Källner
- 2022 – Ann Olsson Rousset
- 2023 – Karl-Johan Norén